# 성낙소
성낙소는 대한민국의 외환은행 소속 탁구 선수였다. 1975년 인도 캘커타 세계선수권대회에서 단체전 은메달을 획득하였다.